# Amphoe Non Din Daeng

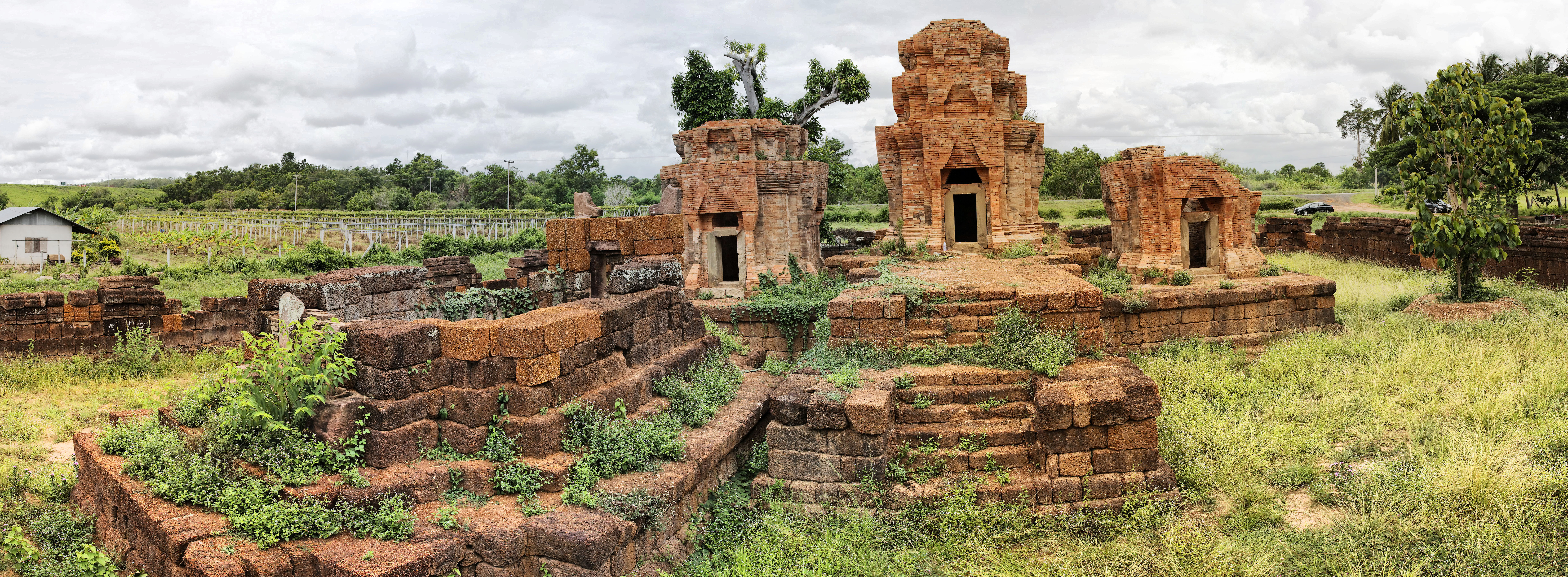
Prasat Nong Hong

Amphoe Non Din Daeng (Thai: อำเภอ โนนดินแดง) ist ein Landkreis (Amphoe – Verwaltungs-Distrikt) im äußersten Südwesten der Provinz Buri Ram. Die Provinz Buri Ram liegt in der Nordostregion von Thailand, dem so genannten Isan. 

## Geographie
Benachbarte Distrikte (von Norden im Uhrzeigersinn): die Amphoe Pakham und Lahan Sai der Provinz Buri Ram, die Amphoe Ta Phraya und Watthana Nakhon in der Provinz Sa Kaeo sowie Amphoe Soeng Sang in der Provinz Nakhon Ratchasima.

## Geschichte
Non Din Daeng wurde am 31. Mai 1993 zunächst als Unterbezirk (King Amphoe) eingerichtet, indem drei Tambon vom Amphoe Lahan Sai abgetrennt wurden. Am 5. Dezember 1996 wurde er zum Amphoe heraufgestuft.

## Sehenswürdigkeiten
- Der Prasat Nong Hong – Ruinen eines Khmer-Tempels aus dem 11. Jahrhundert – liegt im Amphoe Non Din Daeng.
- Lam-Nang-Rong-Stausee
- Nationalpark Ta Phraya

## Verwaltung

### Provinzverwaltung
Der Landkreis Non Din Daeng ist in drei Tambon („Unterbezirke“ oder „Gemeinden“) eingeteilt, die sich weiter in 37 Muban („Dörfer“) unterteilen.
| Nr. | Name          | Thai     | Muban | Einw.  |
| --- | ------------- | -------- | ----- | ------ |
| 1.  | Non Din Daeng | โนนดินแดง | 15    | 12.554 |
| 2.  | Som Poi       | ส้มป่อย    | 07    | 04.607 |
| 3.  | Lam Nang Rong | ลำนางรอง | 15    | 10.882 |

### Lokalverwaltung
Es gibt eine Kommune mit „Kleinstadt“-Status (Thesaban Tambon) im Landkreis:
- Non Din Daeng (Thai: เทศบาลตำบลโนนดินแดง)

Außerdem gibt es drei „Tambon-Verwaltungsorganisationen“ (องค์การบริหารส่วนตำบล – Tambon Administrative Organizations, TAO):
- Non Din Daeng (Thai: องค์การบริหารส่วนตำบลโนนดินแดง)
- Som Poi (Thai: องค์การบริหารส่วนตำบลส้มป่อย)
- Lam Nang Rong (Thai: องค์การบริหารส่วนตำบลลำนางรอง)